# تشناروئية (غلزار بردسير)
تشناروئية (بالفارسية: چناروئیه) هي قرية تقع في إيران في البلدة المركزية.